# Милошевичи (Республика Сербская)
Милошевичи (серб. Милошевићи / Miloševići) — село в общине Вишеград Республики Сербской Боснии и Герцеговины. В настоящее время село необитаемо.

## География
Село стоит на левом побережье реки Дрина, к северо-западу от Вишеграда.

## История
Весной 1942 года в Милошевичах и Стари-Броде прокатилась волна насилия против сербов со стороны усташей и боснийских коллаборационистов. Жертвами массовых убийств стали около 6 тысяч человек.